# 車公荘駅
車公荘駅（しゃこうそうえき）は中華人民共和国北京市にある北京地下鉄2号線、6号線の駅。

## 駅構造
島式ホーム1面2線の地下駅。2号線の出口は2箇所あり、6号線の出口は6箇所ある。

## 駅周辺
- 中国少年児童活動センター（官園）
- 新華印刷廠
- 官園批発市場
- 北礼士路第二小学
- 北京人民医院

## 歴史
- 1984年9月20日 - 2号線が開業。
- 2012年12月30日 - 6号線が開業。

## 隣の駅
北京地下鉄
■2号線
西直門駅 - 車公荘駅 - 阜成門駅
■6号線
車公荘西駅 - 車公荘駅 - 平安里駅
座標: 北緯39度55分52秒 東経116度20分59秒 / 北緯39.93101度 東経116.34964度